# Toczenie

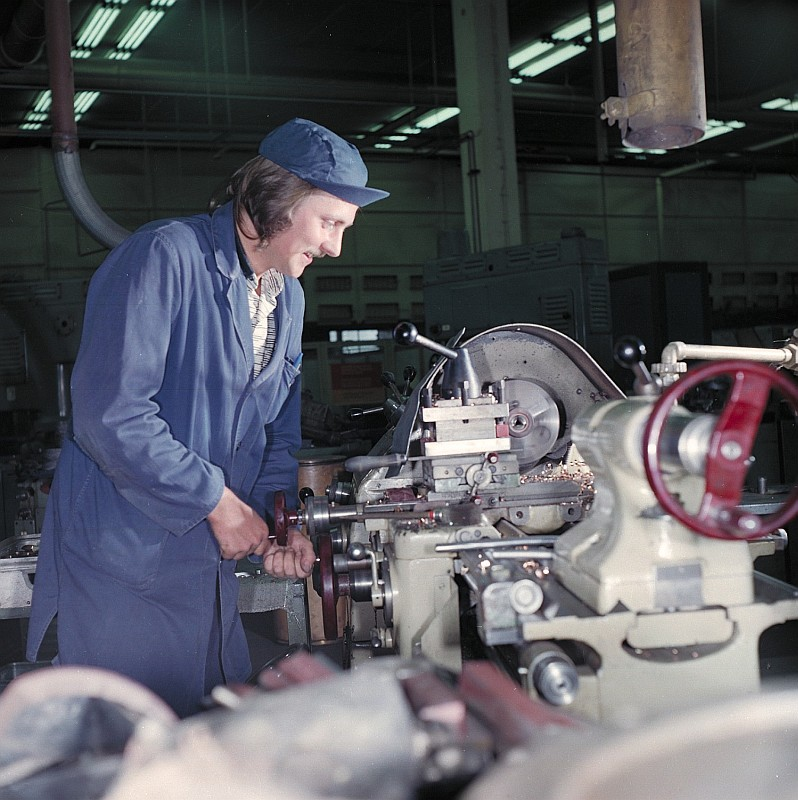
Tokarz przy pracy

Toczenie – rodzaj obróbki wiórowej stosowany najczęściej do obrabiania powierzchni zewnętrznych lub wewnętrznych przedmiotów w postaci brył obrotowych lub brył/zarysów osiowo-symetrycznych. Istnieje możliwość uzyskiwania metodą toczenia również innych kształtów niż obrotowe. Toczenie polega na oddzielaniu nożem tokarskim warstwy materiału z przedmiotu, w celu uzyskania pożądanego kształtu i wymiarów. Tokarka jest obrabiarką przeznaczoną do obróbki powierzchni zewnętrznych (toczenie) i wewnętrznych (wytaczanie).

## Kinematyka toczenia
Ruchy występujące w trakcie realizacji toczenia można podzielić na:
- ruchy podstawowe: ruch główny i ruch posuwowy,
- ruchy pomocnicze: ruchy mające na celu ustawienie narzędzia względem przedmiotu obrabianego (skrawanie się wtedy nie odbywa).

Ruchy podstawowe oznaczone są na rysunku i nazywane są:
- prędkością skrawania vc,
- prędkością posuwu vf,
- prędkością wypadkową ve.

Prędkość wypadkowa (efektywna) ve, jest sumą wektorową prędkości skrawania oraz posuwu. Definiuje się również kąt ruchu wypadkowego, zawarty między wektorami vc i ve. W przypadku występowania kąta prostego między wektorami vf oraz vc prawdziwa staje się zależność:
{\displaystyle \tan \eta =v_{f}/v_{c}}

## Parametry geometryczne warstwy skrawanej
Geometrię warstwy skrawanej najczęściej rozpatruje się w płaszczyźnie prostopadłej do wektora prędkości skrawania przechodzącej przez punkt na krawędzi skrawającej. Parametry geometrii warstwy skrawanej opisuje się zgodnie z normą PN-M-01002-03:1992. Mimo że norma została wycofana w roku 2012, zwyczajowo jednak w podręcznikach obróbki skrawaniem do dziś opisuje się przekrój warstwy skrawanej zgodnie z jej zaleceniami. Do jej opisu służą następujące wielkości:
- {\displaystyle a_{p}} – głębokość skrawania określana jako odległość powierzchni obrobionej i obrabianej, mierzonej prostopadle do kierunku ruchu posuwowego; najczęściej wyrażana w milimetrach,
- {\displaystyle f} – posuw narzędzia na jeden obrót przedmiotu obrabianego,
- {\displaystyle r_{\epsilon }} – promień zaokrąglenia naroża,
- {\displaystyle \kappa _{r}} – kąt przystawienia głównej krawędzi skrawającej,
- {\displaystyle \kappa _{r}'} – kąt przystawienia pomocniczej krawędzi skrawającej.

## Podstawowe zależności w procesie toczenia
- Prędkość skrawania:

{\displaystyle v_{c}={\frac {\pi nD}{1000}}\quad [\mathrm {m/min} ]}
- Wydatek objętościowy skrawania:

{\displaystyle Q={v_{c}a_{p}f}\quad [\mathrm {cm^{3}/min} ]}
- Czas maszynowy przy toczeniu:

{\displaystyle t_{m}={\frac {l+l_{d}+l_{w}}{f\cdot n}}i\quad [\mathrm {min} ]}
- Trwałość ostrza (zgodnie z uproszonym wzorem Taylor

a):
{\displaystyle T={\frac {C_{t}}{v_{t}^{s}}}\quad [\mathrm {min} ]}
- Pole przekroju poprzecznego warstwy skrawanej:

{\displaystyle A_{D}=a_{p}\cdot f\quad [\mathrm {mm^{2}} ]}
- Siła skrawania:

{\displaystyle F_{c}=A_{D}k_{c}\quad [\mathrm {N} ]}
- Moc skrawania:

{\displaystyle P_{e}={\frac {F_{c}v_{c}}{60000\eta }}\quad [\mathrm {W} ]}
Gdzie:
- {\displaystyle D} – największa średnica toczonego zarysu [mm],
- {\displaystyle n} – prędkość obrotowa ruchu głównego (wrzeciona) [obr./min],
- {\displaystyle a_{p}} – głębokość skrawania [mm],
- {\displaystyle f} – posuw na obrót narzędzia [mm/obr],
- {\displaystyle l} – długość drogi skrawania [mm],
- {\displaystyle l_{d}} – długość drogi dobiegu ostrza [mm],
- {\displaystyle l_{w}} – długość drogi wybiegu ostrza [mm],
- {\displaystyle i} – liczba przejść,
- {\displaystyle C_{t}} – stała wielkość uwzględniająca wpływ czynników nie wyodrębnionych we wzorze,
- {\displaystyle s} – wykładnik zależny od par materiałów,
- {\displaystyle k_{c}} – opór właściwy skrawania [MPa],
- {\displaystyle \eta } – sprawność tokarki,

## Klasyfikacja metod toczenia
| Ze względu na rodzaj narzędzia - punktowa - kształtowa - obwiedniowa Ze względu na położenie osi obrotu przedmiotu - toczenie poziome - toczenie pionowe | Ze względu na kierunek ruchu posuwowego - wzdłużne, - poprzeczne, - stożków, - kopiowe. Ze względu na rodzaj powierzchni - toczenie zewnętrzne (obtaczanie) - toczenie wewnętrzne (wytaczanie, roztaczanie) |

Ze względu na fazy procesu technologicznego i jakość
Wyróżnia się obróbkę zgubną, kształtującą oraz wykończeniową. Parametry technologiczne, głównie głębokości skrawania ap oraz posuwu f, tych metod obróbki różnią się w zależności od materiału obrabianego, skrawności narzędzia oraz możliwości obrabiarki. Wyróżnia się również klasyfikację opartą na kryteria jakościowych, które można zastosować również dla toczenia:
- toczenie zgrubne,
- toczenie średnio dokładne,
- toczenie dokładne,
- toczenie bardzo dokładne.

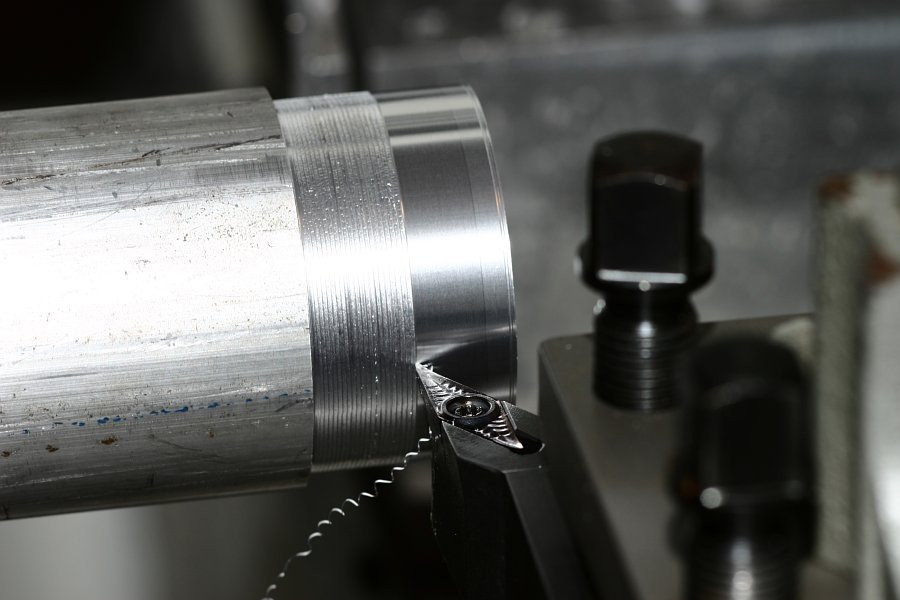
Toczenie aluminium
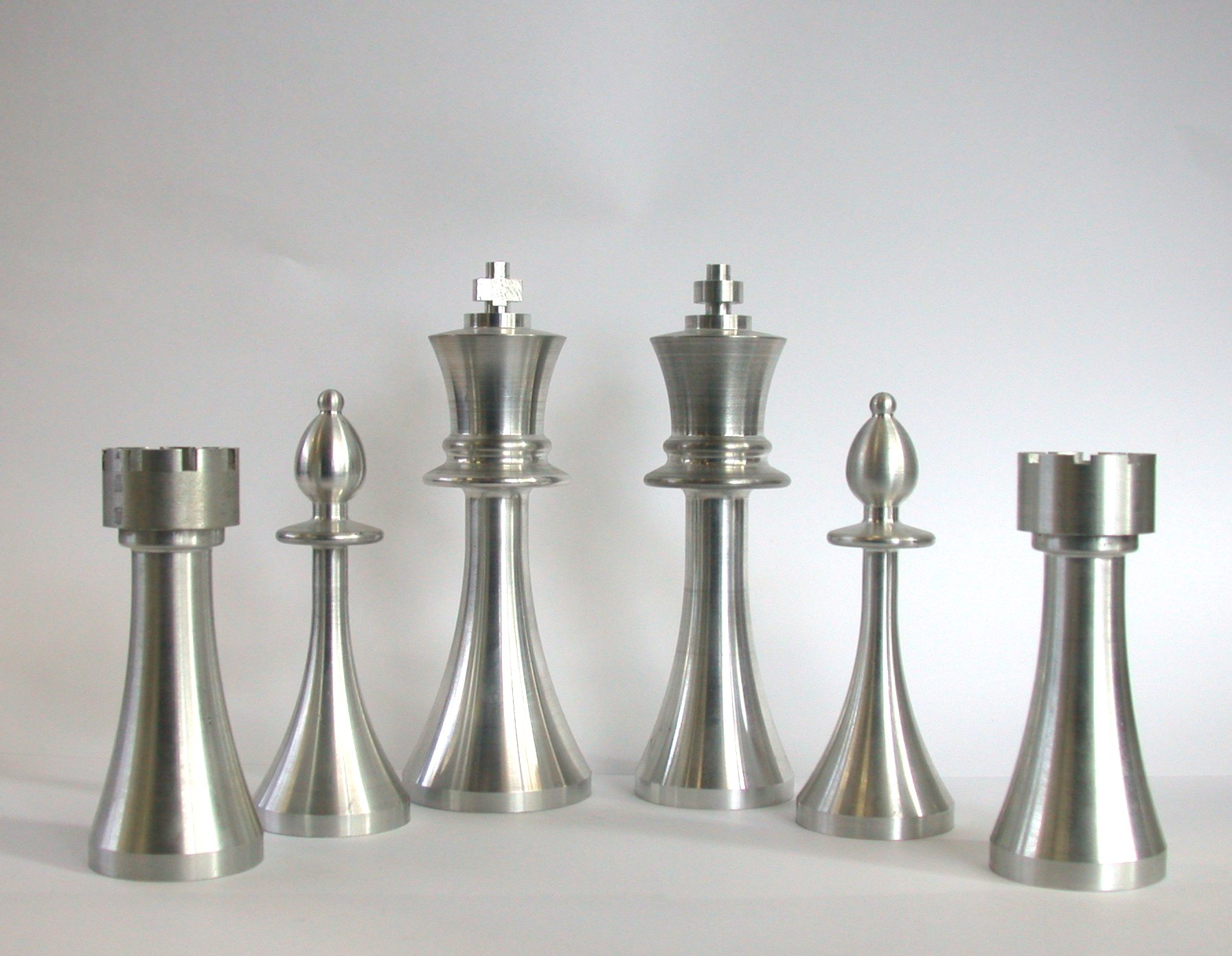
Przykład toczonych brył obrotowych

## Toczenie powierzchni stożkowych
Podstawowymi sposobami obróbki powierzchni stożkowych możliwych do realizacji na tokarkach są:
- toczenie przez skręcenie suportu,
- toczenie przez przestawienie osi konika
- toczenie wg liniału,
- toczenia na tokarkach kopiarkach,
- toczenie nożem kształtowym,
- toczenie na tokarkach sterownych numerycznie.

Obróbkę powierzchni stożkowych prowadzi się w oddzielnej operacji lub w zabiegach.